# Polyblastia verrucosa
Polyblastia verrucosa är en lavart som först beskrevs av Erik Acharius, och fick sitt nu gällande namn av Lönnr. Polyblastia verrucosa ingår i släktet Polyblastia och familjen Verrucariaceae.   Inga underarter finns listade i Catalogue of Life.